# Нойендорф-Заксенбанде
Нойендорф-Заксенбанде (нем. Neuendorf-Sachsenbande) — община в Германии, в земле Шлезвиг-Гольштейн. Известна тем, что на её территории находится самая низкая точка страны (3,5 м ниже уровня моря).
Входит в состав района Штайнбург. Подчиняется управлению Вильстермарш.  Население составляет 472 человека (на 31 декабря 2010 года). Занимает площадь 19,31 км².

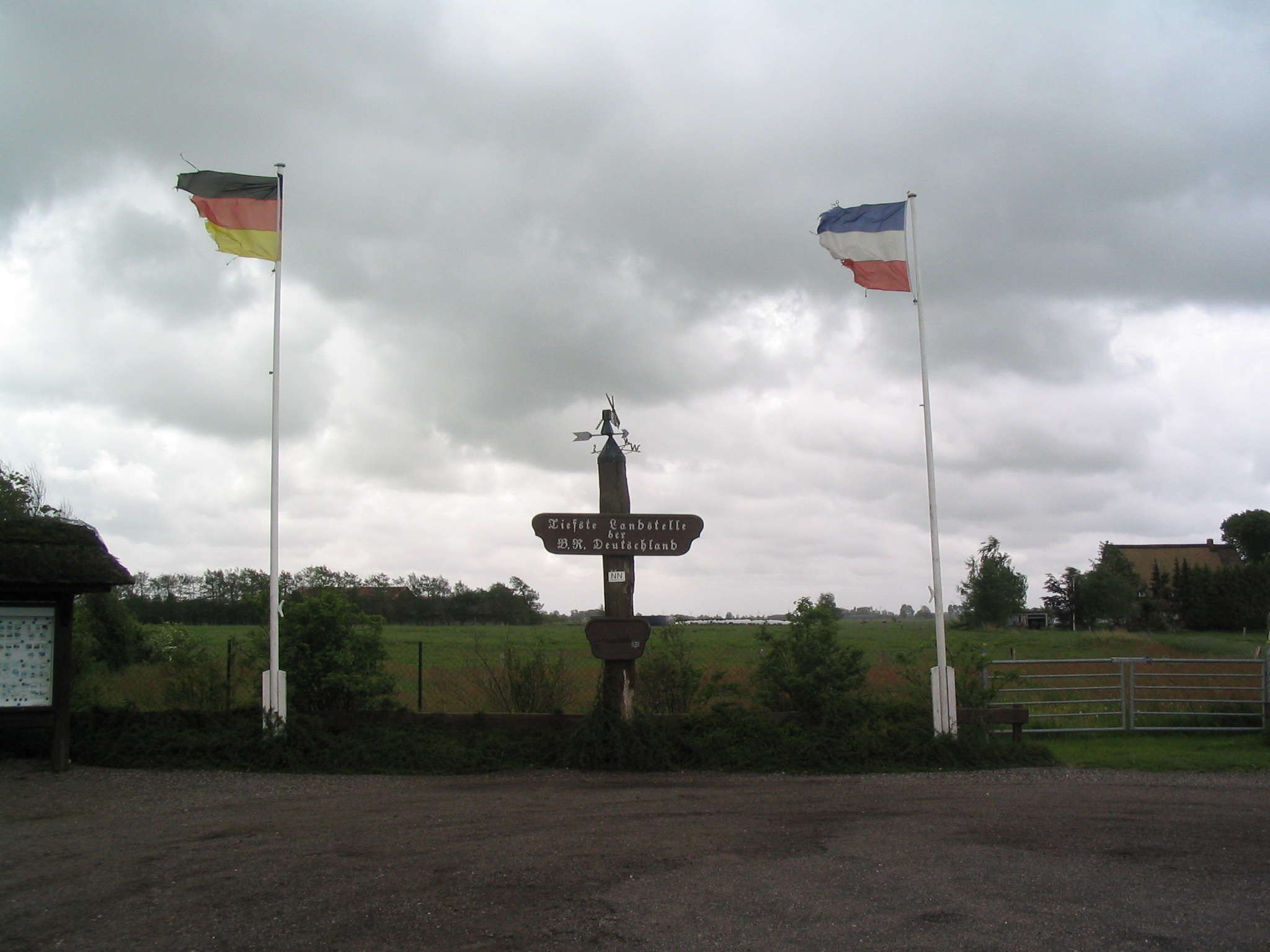
Нойендорф-Заксенбанде